# Rachicallis
Rachicallis é um género botânico pertencente à família Rubiaceae.